# Atlas Suworow

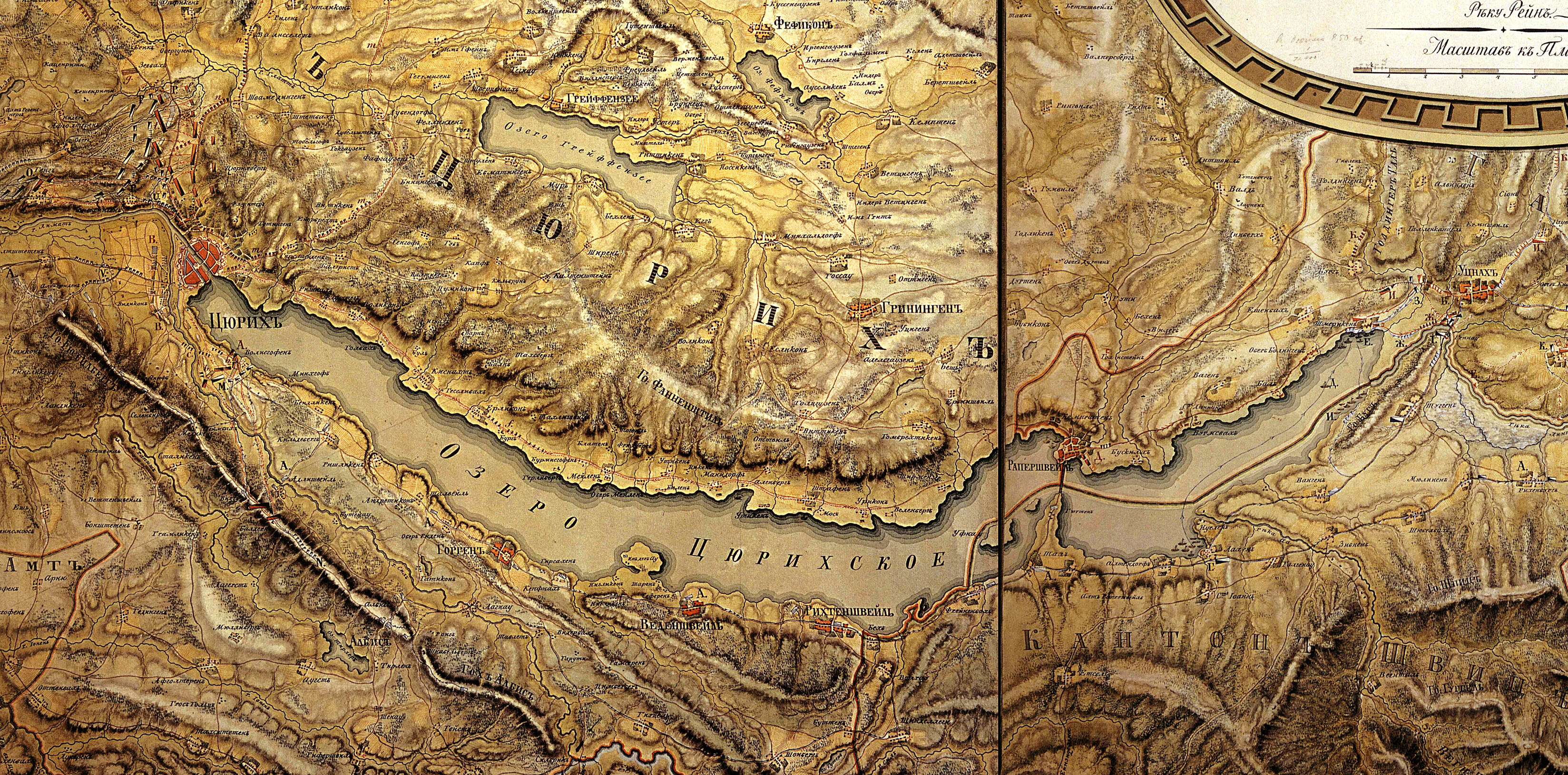
Ausschnitt aus dem Atlas Suworow mit dem Zürichsee

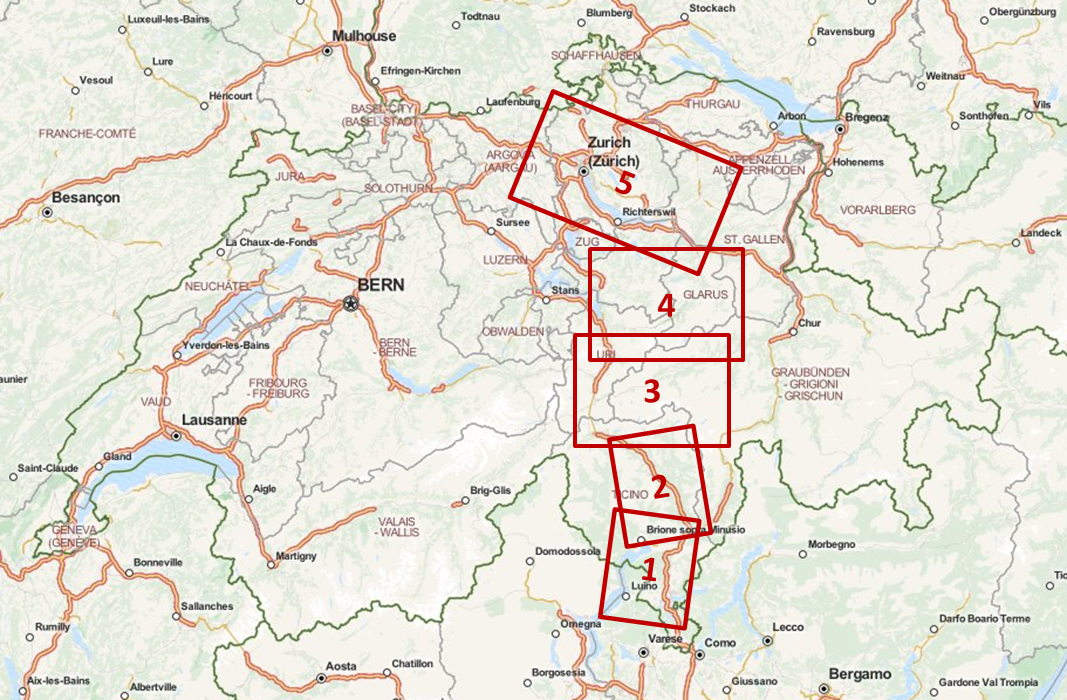
Abdeckung des Atlas Suworow

Der Atlas Suworow (offizieller Titel: Atlas des Feldzugs der kaiserlich-russischen Truppen in der Schweiz) besteht aus sieben Landkarten, welche nach dem Alpenfeldzug der russischen Armee unter Alexander Wassiljewitsch Suworow im Jahr 1799 erstellt wurden. Sie zeigen die Schlachten sowie die Marschrouten durch den östlichen Teil der Schweiz (heutige Kantone Tessin, Graubünden, Uri, Schwyz, Glarus, St. Gallen, Zürich und Aargau) und wurden 1804 Zar Alexander I. als Geschenk überreicht. Die Ortsnamen sind deshalb in kyrillischer Schrift angegeben. Die topografischen Informationen basieren auf dem Atlas Suisse; im Unterschied zu jenem ist der Atlas Suworow aber farbig. Einige Karten sind nicht nach Norden ausgerichtet.